# Canons transmanches durant la Seconde Guerre mondiale

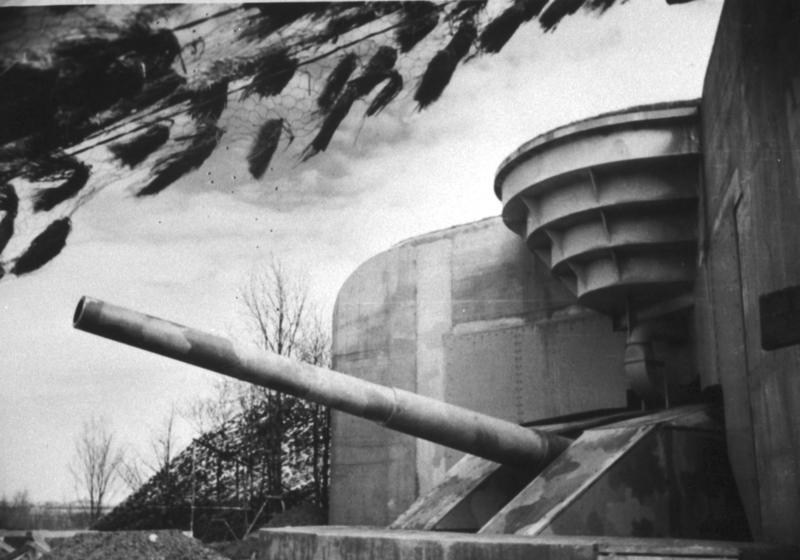
Un des canons de 380 mm de la batterie Todt.

Au cours de la Seconde Guerre mondiale, les canons transmanches étaient des pièces d'artillerie côtière à longue portée, placées sur les côtes de la Manche dans le Kent, en Angleterre et dans le Pas-de-Calais, en France, aux endroits où l'Angleterre est la plus proche de l'Europe continentale. Ils avaient pour objectif de bombarder les navires ennemis dans la Manche ainsi que les villes et les installations militaires.

## Historique

### Canons allemands

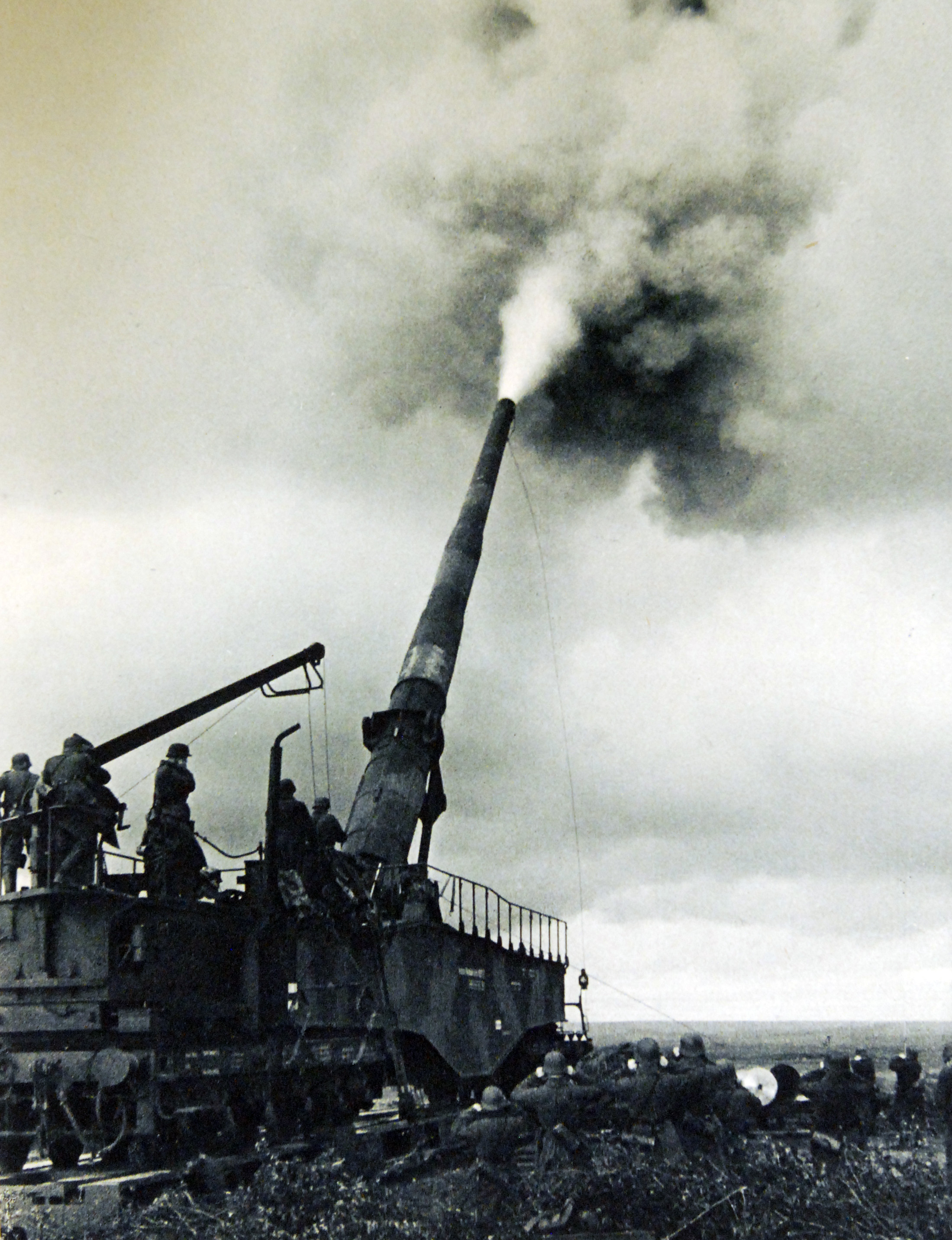
Un canon Krupp K5 tirant en direction de l’Angleterre.

Les premiers de ces canons mis en place ont été des canons de la Wehrmacht, qui ont été installés sur la côte française vers la fin de l'année 1940.
La première batterie disposée a été la batterie Siegfried au sud du cap Gris-Nez, avec un premier canon de 380 mm, puis trois autres pour former la batterie rebaptisée « Todt », soit en tout :
- quatre canons de 380 mm de la batterie Todt à Audinghen au sud du cap Gris-Nez.

Celle-ci a été rapidement suivie par les batteries suivantes :
- trois canons de 305 mm de la « batterie Friedrich August », au nord de Boulogne-sur-Mer ;
- deux canons de 210 mm de la « batterie Prinz Heinrich », à Sangatte (seuls vestiges, deux points de stockage de munitions 50° 56′ 29″ N, 1° 45′ 10″ E et 50° 56′ 21″ N, 1° 45′ 46″ E), jusqu'en avril 1943, batterie à laquelle succède la suivante ;
- quatre canons de 280 mm de la « batterie Groẞer Kurfürst » à Framezelle (cap Gris-Nez) ;
- deux canons de 210 mm de la « batterie Oldenburg » à Calais ;
- trois canons de 406 mm (dont les « canons Adolf ») de la « batterie Lindemann » à Sangatte (entre Calais et le cap Blanc-Nez) ; la batterie a été ainsi baptisée en l'honneur du Kapitän zur See Ernst Lindemann, mort au combat, alors qu'il commandait le cuirassé Bismarck au moment de son naufrage en 1941.

Tous pouvaient tirer au-delà de la Manche, mais ils ne pouvaient pas faire feu sur les navires naviguant dans la Manche. Cette lacune a été corrigée par l'ajout de trois canons Krupp K5 de 280 mm montés sur plate-forme ferroviaire, qui pouvaient tirer avec précision sur les bâtiments britanniques jusqu'à 86 km de distance.

### Réponse britannique

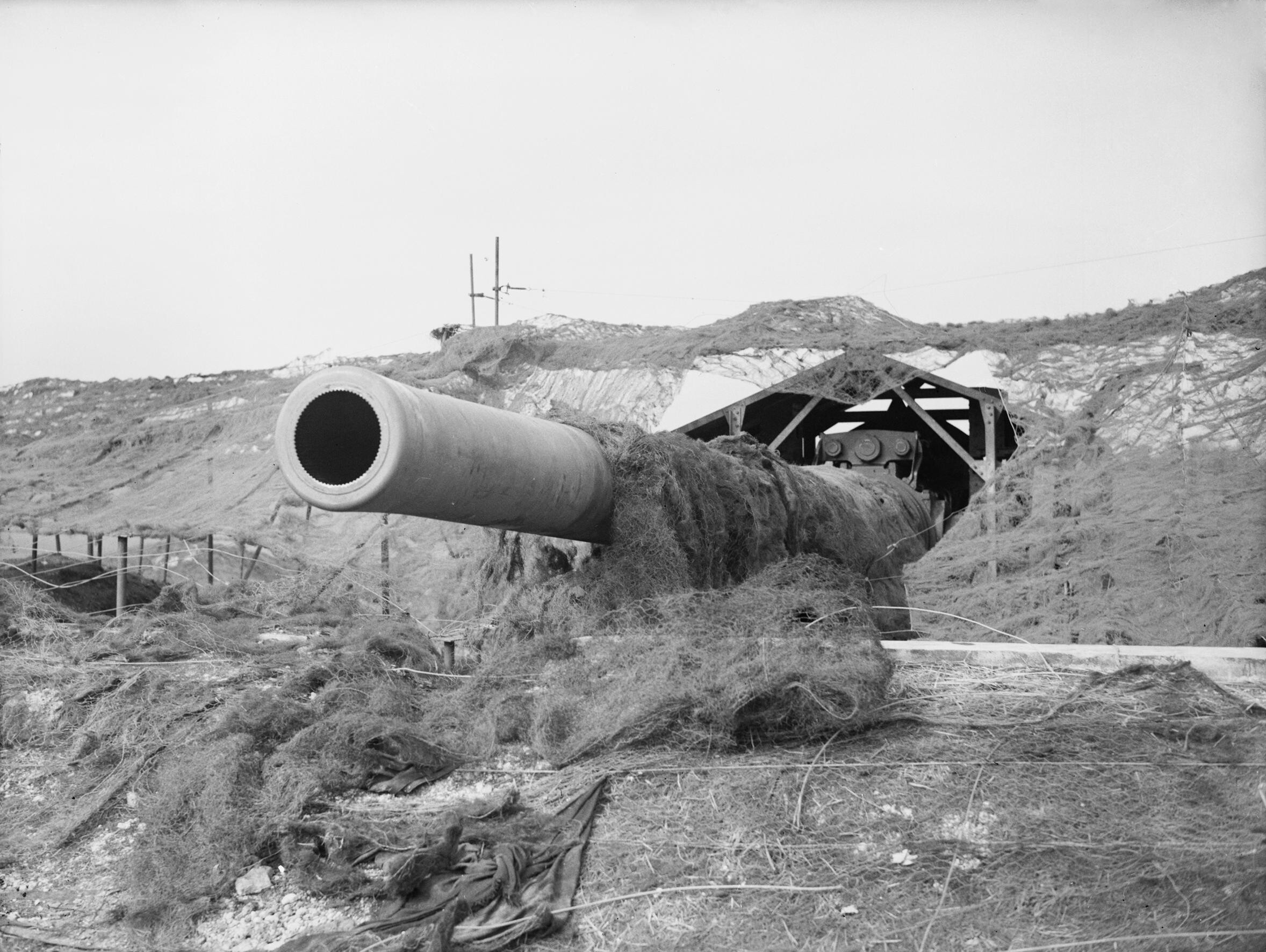
Winnie, un canon de 14 pouces à St Margaret-at-Cliffe près de Douvres, en mars 1941.

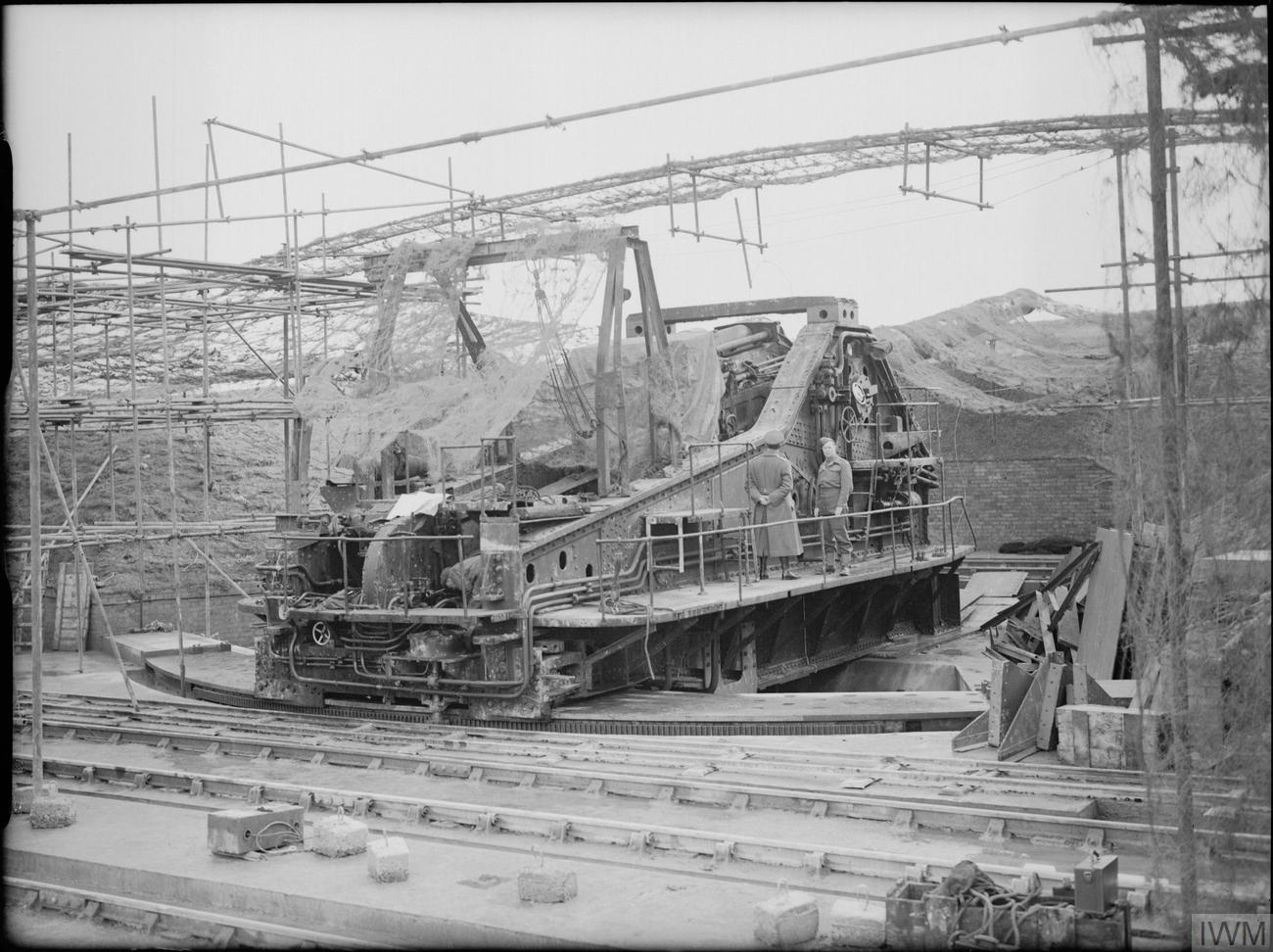
Pooh en mars 1941.

À la suite de l'évacuation de Dunkerque et de la bataille d'Angleterre, les Britanniques n'avaient pas de réponse immédiate à offrir à cette menace, mais les hauteurs de chaque côté du port de Douvres avaient été fortifiées sur l'ordre personnel du premier ministre (qui avait visité le site pour se rendre compte de la situation en personne), et des canons de gros calibre enterrés avaient été installés. Les seules armes britanniques transmanches déjà en place étaient alors Winnie et, plus tard en 1940, Pooh. (Winnie the pooh est le nom d'origine de l'ours de fiction Winnie l'ourson, et Winnie est en outre le diminutif de Winston, prénom du Premier ministre Winston Churchill.) Il s'agissait de deux canons de 14 pouces (35,6 cm) positionnés derrière St Margaret. C'étaient des pièces prélevées sur le stock de canons du cuirassé King George V. Le premier utilisait un support issu du HMS Furious et l'autre un support d'un montage expérimental sans tourelle. Ils étaient opérés depuis des salles de contrôle et de mise à feu distinctes, et mis en œuvre par 25 hommes du Royal Marine Siege Regiment. Ces canons ont remonté le moral des Britanniques en tirant le premier obus depuis la Grande-Bretagne sur l'Europe continentale en août 1940, mais ils étaient lents et inefficaces par rapport aux canons allemands. Ils ont attaqué les canons allemands (ils étaient trop imprécis et trop lents à faire feu sur les navires). Ils étaient protégés contre les attaques aériennes allemandes par de la DCA. Leurs magasins de cordite et d'obus, séparés et bien camouflés, étaient profondément enterrés et reliés aux canons par rails.
Exaspéré par leur inefficacité dans le ciblage des navires, Churchill a commandé trois nouvelles batteries d'artillerie lourde qui furent construites à Douvres et manœuvrées par la Royal Artillery :
- Trois canons de 6 pouces (152 mm) d'une portée de 25 000 yards (22 800 m), constituant la batterie Fan Bay ;
- Quatre canons de 9,2 pouces (234 mm) d'une portée de 42 000 yards (28 300 m) formant la batterie South Foreland (en) ;
- Deux canons de 15 pouces dans (381 mm) d'une portée de 42 000 yards (38 400 m) de la batterie Wanstone, connus sous les noms de Clem (d'après Clementine Churchill) et Jane (d'après Jane, une pin-up de bande dessinée).

Ces canons ont été rejoints plus tard par la batterie Lydden Spout (en). Elle disposait de trois canons navals BL de 13,5 pouces Mk V (342,9 mm). Ces armes de la Première Guerre mondiale (des noms de Gladiator, Scene Shifter et Piece Maker) ont été sorties de leur retraite en 1939 et montées sur des châssis de chemin de fer,. Ces canons montés sur rails ont été opérés par les Marines, mais leur déplacement était assuré par une équipe des Royal Engineers lorsqu'ils n'étaient pas utilisés. Ils étaient alors dissimulés dans le tunnel de chemin de fer de Guston, de la gare de chemin de fer d'Eythorne sur la East Kent Light Railway (en), et à d'autres endroits.
En septembre 1944, la 3e division d'infanterie canadienne a été chargée de capturer Calais et de réduire au silence les batteries lourdes allemandes situées à proximité. Ce qu'ils ont fait avec l'aide précise et efficace de Winnie et Pooh, les canons britanniques ayant mis hors de combat l'une des batteries allemandes.

### Le «coin du feu de l'enfer»
Ce duel d'artillerie, associé aux nombreux bombardements et tirs d'artillerie lourde allemands sur la zone urbaine et le pas de Calais, ont donné le surnom de Hellfire Corner (le « coin du feu de l'enfer ») à ce bras de la Manche. Au total, la zone a connu environ 2 200 tirs d'obus, 3 059 alertes, 216 décès civils et 10 056 structures ont été endommagées. De nombreuses cargaisons ont aussi été endommagées ou perdues. Les infrastructures ferroviaires et routières britanniques n'étant pas suffisantes alors pour assurer la totalité du trafic de marchandises essentielles, et en particulier celui du charbon, de nombreux convois maritimes devaient emprunter le pas de Calais en s'exposant aux tirs ennemis.
Les canons britanniques ont tiré sur les navires allemands Scharnhorst, Gneisenau et Prinz Eugen lors du « Chanel Dash » de 1942, sans toutefois parvenir à les stopper.
Le duel ne cessa que lorsque les forces d'invasion alliées progressant à l'intérieur des terres dépassèrent les positions de tir allemandes basées sur la côte française, durant la seconde moitié de l'année 1944. Le 26 septembre 1944, dernier jour de tir de la part de canons allemands, 50 obus traversèrent la Manche et tuèrent cinq personnes en Angleterre. La dernière victime est une dénommée Patience Ransley, âgée de 63 ans, tuée à Douvres par un tir de la batterie Lindemann alors qu'elle était abritée dans la Barwick's Cave, un tunnel renforcé long de 270 m.

### Aujourd'hui

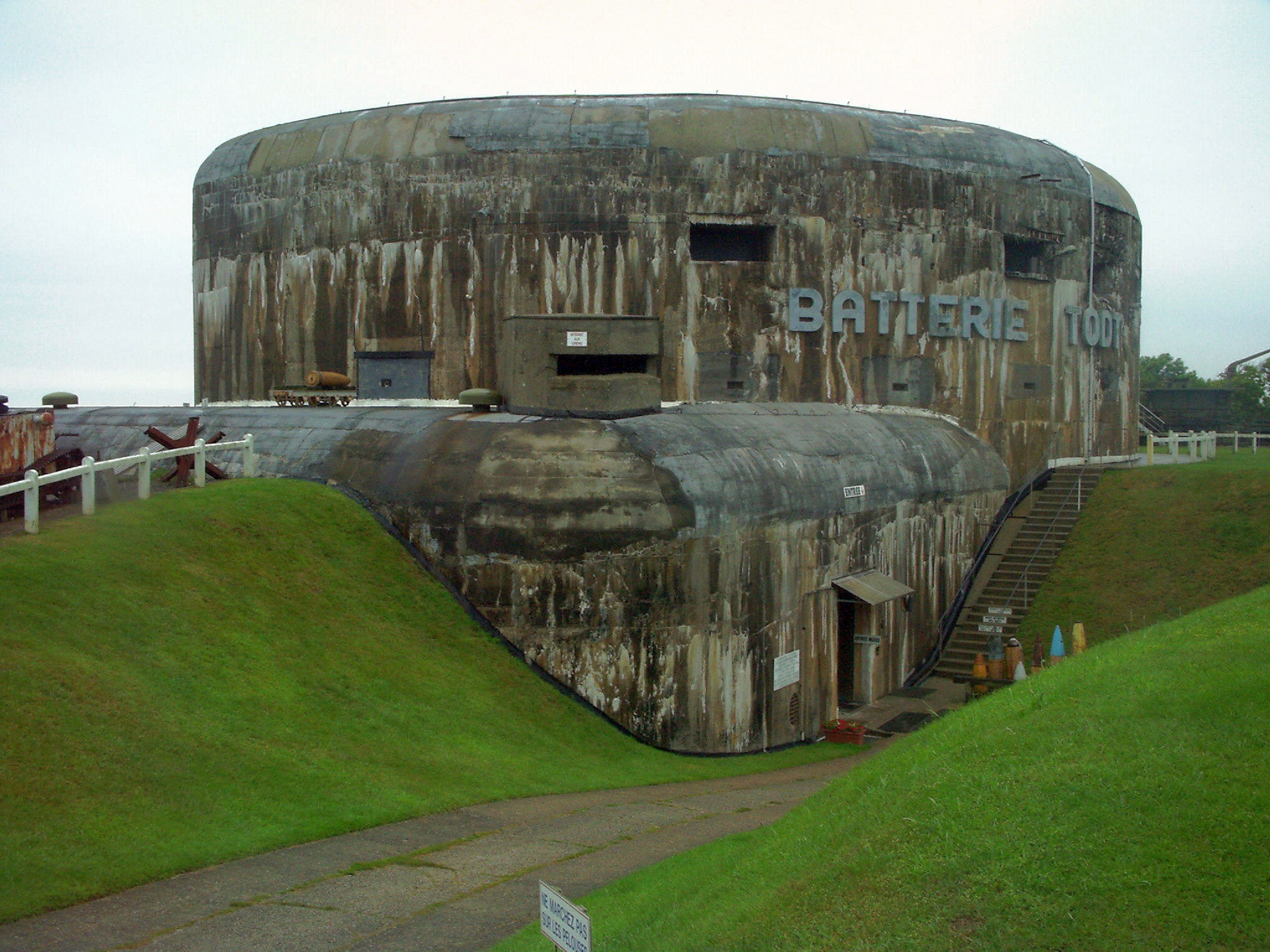
Arrière d'un bunker de la batterie Todt, aujourd'hui ouverte aux visiteurs.

L'un des canons transmanches allemands est exposé au musée de la batterie Todt, aussi connu sous le nom de « musée du Mur de l'Atlantique », à Audinghen. Depuis 1954, une section de blindage peint, prise comme trophée de guerre sur l'une des tourelles de la batterie Lindemann, est exposée sur le front de mer à Douvres.
Entre Calais et Boulogne-sur-Mer subsistent de nombreuses structures de béton, marquant les emplacements des divers canons et bunkers associés, dans des états de conservation variables.